# Nikolaus von Butrinto
Nikolaus von Ligny († 1. März 1316 in Toul) war Titularbischof von Butrinto und wurde daher oft auch Nikolaus von Butrinto genannt. Er gehörte dem Orden der Dominikaner an.

## Leben
Von Papst Clemens V. wurde der Lothringer Nikolaus 1311 zum Titularbischof ernannt und begleitete den römisch-deutschen König Heinrich VII., mit dem er bereits seit 1310 bekannt war, auf dessen Italienzug. Nikolaus verfasste auch einen diesbezügliche Bericht an Papst Clemens (Relatio). Dieser gilt in der Forschung allgemein als zuverlässige Darstellung des Romzugs Heinrichs. Nikolaus war König (und ab 1312 Kaiser) Heinrich VII. allerdings sehr gewogen, so dass an manchen Stellen des Berichts das Handeln Heinrichs gerechtfertigt wird. Dabei macht sich bisweilen auch Nikolaus’ Einstellung bemerkbar, der gegen den anti-kaiserlichen Kurs Papst Clemens’ V. und Frankreichs sowie des Königreichs Neapel Stellung bezieht.
Als sich die Spannungen zwischen dem Kaiser und dem Papst verschärften, entsandte Heinrich VII. im Sommer 1313 Nikolaus mit einer hochrangigen Delegation zum Papst nach Avignon, doch verstarb Heinrich bereits am 24. August 1313 in der Nähe von Siena.
Über das Schicksal Nikolaus’ nach dem Tod des Kaisers ist wenig bekannt. Er fungierte 1314 als Generalvikar in Lausanne und wenig später in derselben Funktion in Toul.

## Werke
- Nikolaus von Butrinto: Relatio de itinere Italico Henrici VII. imperatoris ad Clementem V. In: Vitae paparum Avenionensium. Hrsg. von Etienne Baluze, neu bearbeitet von Guillaume Mollat. Band 3. Paris 1921, S. 491–561 (beste Textausgabe; archive.org).

Übersetzung:
- Das Leben Kaiser Heinrichs des Siebenten. Berichte der Zeitgenossen über ihn. Band 2., übers. von Walter Friedensburg (Geschichtschreiber der deutschen Vorzeit, 80/2), Leipzig 1898, S. 1–101.